# The Sonics
The Sonics sind eine US-amerikanische Rockband aus Tacoma im US-Bundesstaat Washington. Die 1960 gegründete Band gehört zu den Pionieren des Garage Rocks und nahm mit ihrer schnellen und rohen Spielweise Elemente des Punk vorweg.

## Geschichte
Die Band gründete sich im Jahr 1960 und spielte instrumentalen Rock ’n’ Roll. In den ersten Jahren gab es verschiedene Umbesetzungen, bis sich 1963 eine feste Besetzung aus Andy Parypa (Bass), Gerry Roslie (Gesang & Keyboards), Bob Lind (Saxophon), Larry Parypa (Gitarre) und Bob Bennett (Schlagzeug) ergab. Da der rein instrumentale Rock ’n’ Roll langsam aus der Mode kam, wurde Gerry Roslie, der vorher nur elektrisches Piano spielte, zum Sänger. Alle Bandmitglieder hatten schon in anderen Musikgruppen Erfahrungen gesammelt, daher gab es genügend Potential an Professionalität, was der Band Auftrittsmöglichkeiten in verschiedenen Clubs der Pacific Northwest Gegend der USA verschaffte.
Im Jahr 1964 wurde die Band vom Bassisten der Lokalmatadore The Wailers für deren eigenes Label Etiquette Records entdeckt. Die erste Single der Sonics namens The Witch wurde noch im November 1964 veröffentlicht und ein lokaler Erfolg, obwohl Radiostationen aus der Befürchtung, damit die öffentliche Ruhe zu gefährden, sich vereinzelt weigerten, die Single zu spielen. Man muss sich die Größe der USA vor Augen halten, um zu verstehen, dass ein lokaler Erfolg durchaus gute Verkaufszahlen bedeutete. Also beeilte sich die Band, die zweite Single mit dem Titel Psycho zu veröffentlichen. Auch diese wurde ein großer lokaler Erfolg.
Die Band veröffentlichte ihr erstes Album Here Are The Sonics 1965. Ein Jahr später folgte das zweite Album Boom. Beide Schallplatten waren geprägt von einem energiegeladenen Klang, der durch das Übersteuern der Instrumente während der Aufnahme entstand. Es ergab sehr rohe und aggressiv klingende Aufnahmen. Der Sänger, der mehr schrie als sang, hatte eine dynamische, kraftvolle Stimme. Nach wie vor war die Band stark vom Rock ’n’ Roll beeinflusst, mit einer Neigung zu Kompositionen afroamerikanischer Musiker und damit einer Neigung zum Rhythm and Blues. Die Eigenkompositionen Witch, Psycho, Strychnine, Cinderella und He’s Waitin’ gelten als Klassiker und Paradebeispiele für den Garagenrock der 1960er.
Mit der Veröffentlichung der beiden Alben bekam die Band bessere und landesweite Auftrittsmöglichkeiten. Sie spielten unter anderem als Vorgruppe bei The Beach Boys, The Kinks, The Lovin’ Spoonful und The Byrds. Die Band wechselte 1966 zum größeren Jerden-Label und nahm ihr drittes Album Introducing The Sonics auf, das 1967 veröffentlicht wurde. Bei den Aufnahmen mussten sie jedoch diverse Kompromisse eingehen, die vom Label aus kommerziellem Interesse verlangt wurden. Das Album sollte massentauglicher werden. Folge war ein kraftloses Album, mit dem die Band selbst unzufrieden war. Gerry Roslie verließ die Band und es kam ein neuer Sänger, der auch den Stil der Band völlig veränderte. Es wurden noch ein paar Singles aufgenommen, die sehr poppig klangen aber völlig floppten. 1968 löste sich die Band schließlich komplett auf.
Zu spätem Ruhm gelangten The Sonics während der Punk-Explosion in den späten 1970er-Jahren und wurden als „Garage Punk“ oder „Sixties Punk“ vermarktet. Tatsächlich gibt es musikalisch Parallelen, weshalb die Band von vielen als eine der ersten Punkbands gesehen wird. Das Bomp-Label schaffte es 1979, die Originalbesetzung für ein weiteres Album ins Studio zu holen.
Im Herbst 2007 trat die Band zum ersten Mal gemeinsam im Club Warsaw in Brooklyn, New York, wieder auf. Von der Originalbesetzung waren Gitarrist Larry Parypa, Saxophonist Rob Lind und Songschreiber Gerry Roslie dabei, drei weitere Musiker mussten ersetzt werden. Es war das erste Konzert von überregionaler Bedeutung in der Geschichte der Band, die erst nach ihrem Ende weltweite Bekanntheit erreicht hatte. Der Journalist Bodo Mrozek schrieb in einer Konzertkritik aus New York (in der tageszeitung vom 20. März 2007): „Über dem historischen Moment liegt eine gewisse Tragik. Das Problem der Band war niemals ihre Musik – sondern ihr Timing. Damals, in den Sechzigern, waren die Sonics ihrer Zeit um mindestens zehn Jahre voraus. Heute, im 21. Jahrhundert, ist es für sie gut dreißig Jahre zu spät.“

## Diskografie

### Alben
- 1965: Here Are The Sonics (Etiquette Records)
- 1966: Boom (Etiquette Records)
- 1967: Introducing The Sonics (Jerden)
- 1980: Sinderella (Bomp)
- 1987: Full Force! (Kompilation von Etiquette Records)
- 2015: This Is The Sonics (Re:Vox)

### Singles
- 1964: The Witch / Keep A-Knockin’ (Etiquette)
- 1965: The Witch / Psycho (Etiquette)
- 1965: Psycho / Keep A-Knockin’ (Etiquette)
- 1965: Boss Hoss / The Hustler (Etiquette)
- 1965: Don't Be Afraid of the Dark / Shot Down (Etiquette)
- 1965: The Sonics’ Don't Believe in Christmas / The Wailers’ Christmas Spirit (Etiquette)
- 1965: Cinderella / Louie Louie (Etiquette)
- 1966: You Got Your Head On Backwards / Love Light (Jerden)
- 1966: Like No Other Man / Love Light (Jerden)
- 1966: The Witch / Like No Other Man (Jerden)
- 1966: Psycho / Maintaining My Cool (Jerden)
- 1967: Love-itis / You're in Love (Jerden)
- 1967: Lost Love / Any Way the Wind Blows (Piccadilly)
- 1967: Any Way the Wind Blows / Lost Love (UNI)
- 1975: Dirty Old Man / Bama Lama Bama Loo (Burdette)
- 1979: The Witch / Bama Lama Bama Loo (Great Northwest)
- 1998: The Witch / Keep A-Knockin’ (Norton)
- 1998: Psycho / Have Love Will Travel (Norton)
- 1998: Cinderella  / He's Waitin’ (Norton)
- 1998: Boss Hoss/ The Hustler (Norton)
- 1998: Strychnine / Shot Down (Norton)
- 1998: The Sonics’ Louie Louie / The Wailers’ Louie Louie (Norton)
- 1998: Don't Believe in Christmas / Santa Claus (Norton)